# Vlamingenstraat (Leuven)
De Vlamingenstraat is een straat in de Belgische stad Leuven die de Tiensestraat aan het Kardinaal Mercierplein in een gekromd tracé met de Parkstraat verbindt. Ze kruist de Frederik Lintsstraat en de Monnikenstraat.

## Beschrijving
De Vlamingenstraat stond reeds in begin 14de eeuw als de Vleeminckstrate bekend. Ze werd later naar de devotiekapel Onze-Lieve-Vrouw-ter-Koorts genoemd en stond tijdens de Franse overheersing als rue Brutus bekend. De straat grenst aan het Sint-Donatuspark, dat tussen 1869 en 1875 op de plaats van de voormalige stadsomwalling van Leuven werd aangelegd. De Vlamingenstraat vormde eeuwenlang de overgang tussen het stedelijk gebied binnen de stadsmuren en de landelijke omgeving daarbuiten, ook wel het Vleminckxveld genoemd. Het straatbeeld werd lange tijd gekenmerkt door eenlaagse woningen en enkele grotere gebouwen, waaronder het 14de-eeuwse Sint-Niklaasgasthuis (nrs. 1-3), dat in de 17de eeuw door de geschoeide karmelietessen werd overgenomen, en de devotiekapel Onze-Lieve-Vrouw-ter-Koorts met klooster (nr. 39), dat thans het interfacultair centrum KADOC huisvest. Vanaf begin 19de eeuw werden reeksen arbeidershuisjes en voornamelijk neoclassicistische of eclectische burgerwoningen gebouwd. De 20ste-eeuwse bebouwing wordt door schaalvergroting gekenmerkt: het Instituut voor Elektromechanica (nr. 83), het studentenrestaurant Sedes (nrs. 85-87), het Psycho-Geriatrisch Centrum (nrs. 5-7) en studentenhuizen (nrs. 128-140).

## Gebouwen
Enkele opvallende gebouwen in de Vlamingenstraat zijn:
- Kapel Onze-Lieve-Vrouw-ter-Koorts (nr. 39), bedevaartsoord (1579-1798), parochiekerk (1803-1871) en kloosterkerk van de minderbroeders (1871-1986), sinds 1986 in bezit van de Katholieke Universiteit Leuven die er het interfacultair onderzoekscentrum KADOC huisvest
- Instituut voor Electromechanica (nr. 83), gebouwd in 1900, huisvestte achtereenvolgens de Speciale Scholen voor Burgerlijk Ingenieurs, het Kunsthistorisch Instituut en de Audiovisuele Dienst, thans locatie van de Leuvense campus van de Vlerick Business School en de faculteit Economie en Bedrijfswetenschappen van de KU Leuven.
- Den Horen (nrs. 112-114), stadswoning uit 1621

## Afbeeldingen

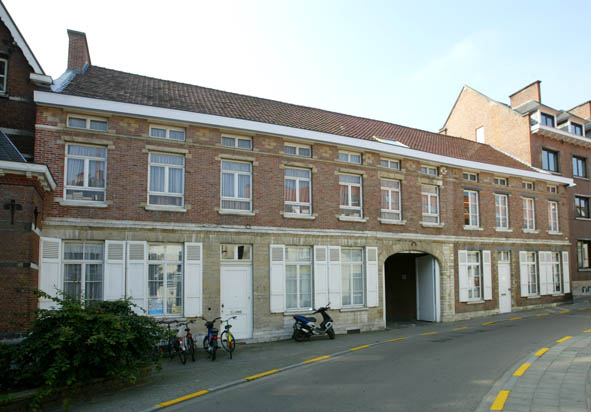
Vlamingenstraat 1-3
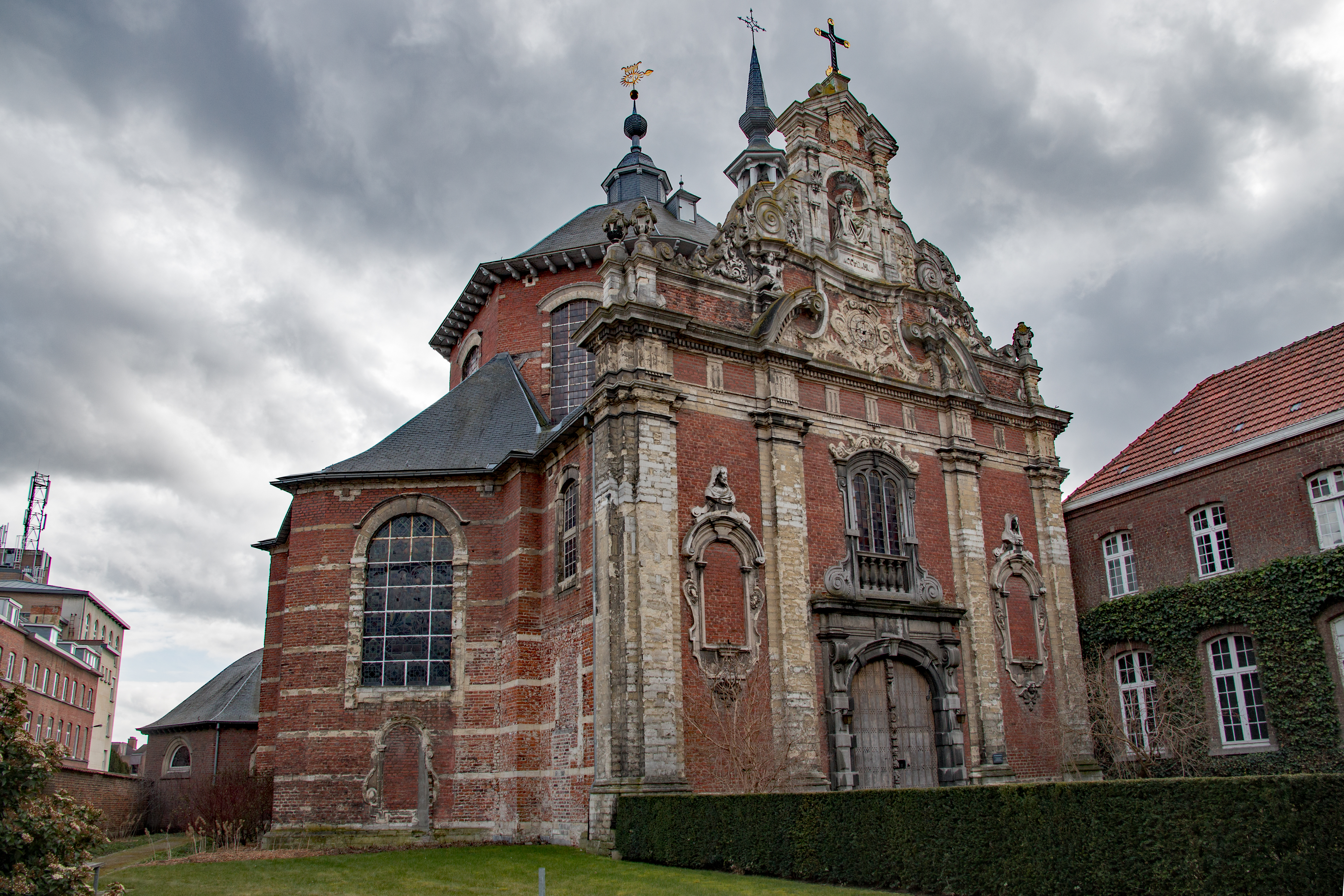
Kapel Onze-Lieve-Vrouw-ter-Koorts (nr. 39)
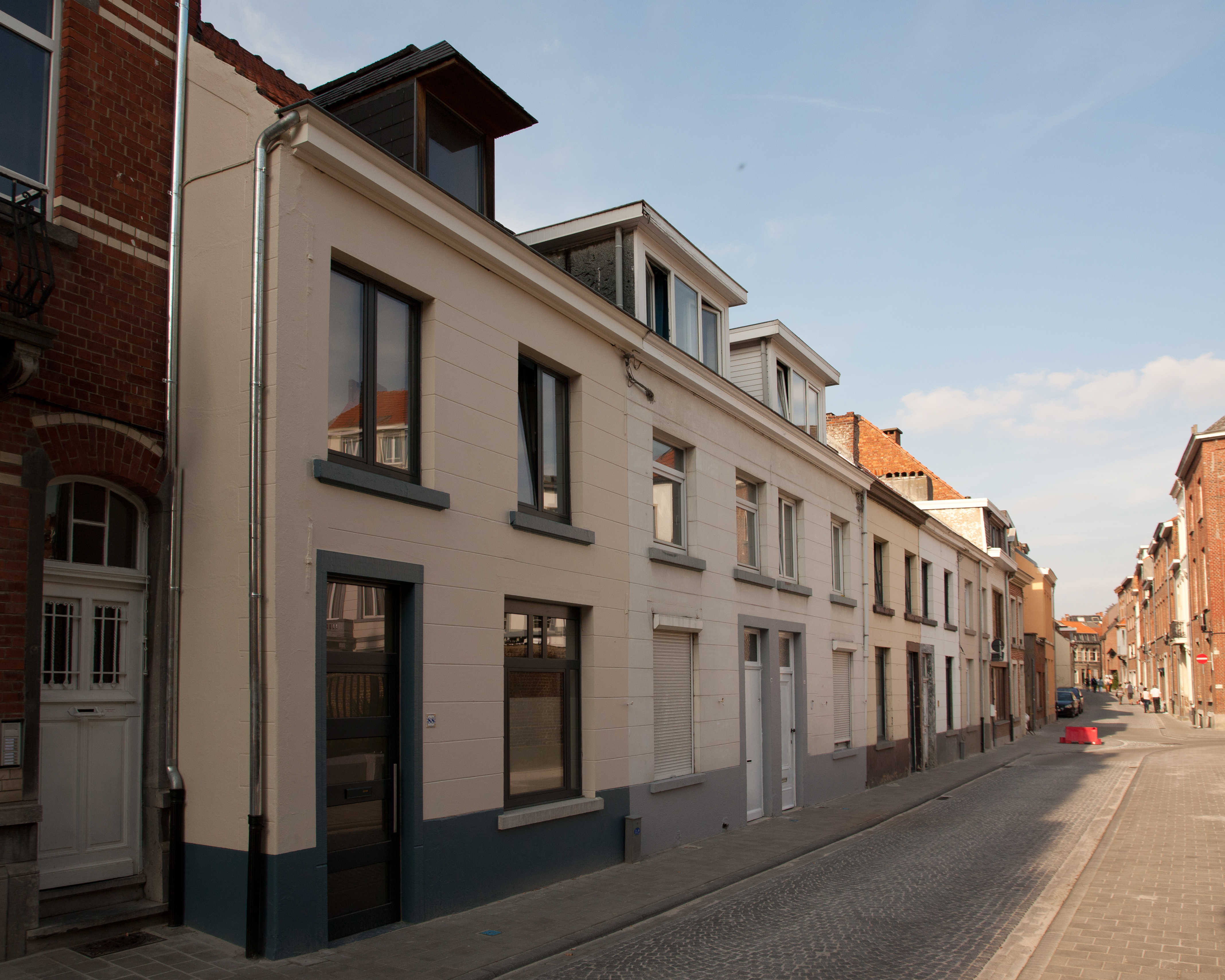
Vlamingenstraat 42-58
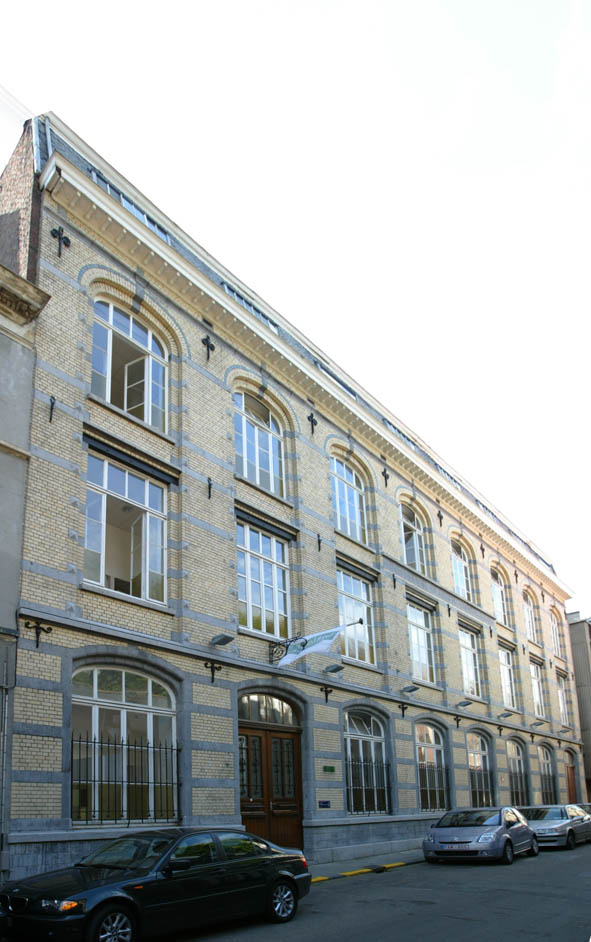
Vlerick Business School en FEB KU Leuven (nr. 83)
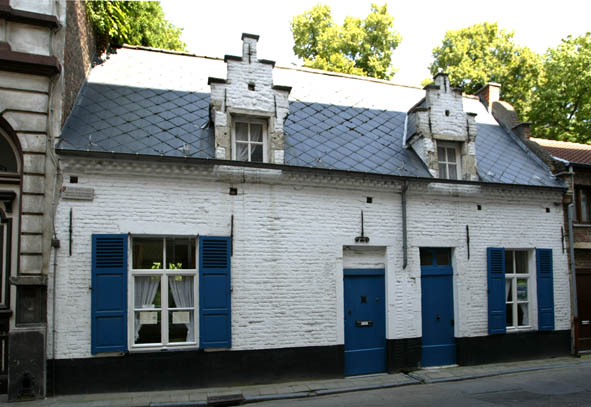
Den Horen (nrs. 112-114)